# Grammy Award for Best Pop/Contemporary Gospel Album
Der Grammy Award for Best Pop/Contemporary Gospel Album, auf Deutsch „Grammy-Auszeichnung für das beste zeitgenössische/Pop-Gospelalbum“, ist ein Musikpreis, der von 1991 bis 2011 von der amerikanischen Recording Academy im Bereich der Gospelmusik verliehen wurde.

## Geschichte und Hintergrund
Die seit 1959 verliehenen Grammy Awards werden jährlich in zahlreichen Kategorien von der Recording Academy in den Vereinigten Staaten vergeben, um künstlerische Leistung, technische Kompetenz und hervorragende Gesamtleistung ohne Rücksicht auf die Album-Verkäufe oder Chart-Position zu würdigen.
Eine dieser Kategorien ist der Grammy Award for Best Pop/Contemporary Gospel Album. Der Preis wurde von 1991 bis 2011 vergeben und hieß von 1991 bis 1993 zunächst Grammy Award for Best Pop Gospel Album.
Die Auszeichnung wurde 2012 im Rahmen einer umfassenden Überarbeitung der Grammy-Kategorien eingestellt. Ab 2012 wurden Aufnahmen in dieser Kategorie in der neuen Kategorie Grammy Award for Best Contemporary Christian Music Album ausgezeichnet.

## Gewinner und Nominierte
| Jahr | Gewinner              | Nationalität       | Werk                                | Nominierte | Bild des/der Gewinner(s) |
| ---- | --------------------- | ------------------ | ----------------------------------- | --- | ------------------------ |
| 1991 | Sandi Patti           | Vereinigte Staaten | Another Time...Another Place        | - Steven Curtis Chapman – More to This Life - Phil Driscoll – Warriors - Michael W. Smith – Go West Young Man - First Call – God Is Good                                                     |                          |
| 1992 | Steven Curtis Chapman | Vereinigte Staaten | For the Sake of the Call            | - Larnelle Harris – Larnelle Live - Marilyn McCoo – The Me Nobody Knows - Michael English – Michael English - Carman und Commissioned mit dem Christ Church Choir – Shakin’ the House...Live |                          |
| 1993 | Steven Curtis Chapman | Vereinigte Staaten | The Great Adventure                 | - Susan Ashton – Angels of Mercy - Carman – Addicted to Jesus - Larnelle Harris – I Choose Joy - Mylon LeFevre – Faith, Hope and Love                                                        |                          |
| 1994 | Steven Curtis Chapman | Vereinigte Staaten | The Live Adventure                  | - Margaret Becker – Soul - Michael English – Hope - Sandi Patti – Le Voyage - Wayne Watson – A Beautiful Place                                                                               |                          |
| 1995 | Andraé Crouch         | Vereinigte Staaten | Mercy                               | - Gary Chapman – The Light Inside - Steven Curtis Chapman – Heaven in the Real World - Larnelle Harris – Beyond All the Limits - BeBe & CeCe Winans – First Christmas                        |                          |
| 1996 | Michael W. Smith      | Vereinigte Staaten | I’ll Lead You Home                  | - Steven Curtis Chapman – The Music of Christmas - Larnelle Harris – Unbelievable Love - Sandi Patty – Find It On the Wings - Verschiedene Künstler – My Utmost for His Highest              |                          |
| 1997 | Verschiedene Künstler | Vereinigte Staaten | Tribute: The Songs of Andraé Crouch | - Gary Chapman – Shelter - Steven Curtis Chapman – Signs of Life - 4Him – The Message - Point of Grace – Life Love & Other Mysteries                                                         |                          |
| 1998 | Jars of Clay          | Vereinigte Staaten | Much Afraid                         | - Anointed – Under The Influence - Gary Chapman – This Gift - Petra – Petra Praise 2: We Need Jesus - Vanessa Williams – Star Bright                                                         |                          |
| 1999 | Deniece Williams      | Vereinigte Staaten | This Is My Song                     | - Carman – Mission 3:16 - DC Talk – Supernatural - Point of Grace – Steady On - Michael W. Smith – Live the Life                                                                             |                          |
| 2000 | Steven Curtis Chapman | Vereinigte Staaten | Speechless                          | - Anointed – Anointed - Andraé Crouch – The Gift of Christmas - Dukes of Dixieland – Gloryland - Verschiedene Künstler – The Prince of Egypt (Nashville)                                     |                          |
| 2001 | Jars of Clay          | Vereinigte Staaten | If I Left the Zoo                   | - Avalon – Joy: A Christmas Collection - Crystal Lewis – Fearless - Michael W. Smith – This Is Your Time - Jaci Velasquez – Crystal Clear                                                    |                          |
| 2002 | CeCe Winans           | Vereinigte Staaten | CeCe Winans                         | - Avalon – Oxygen - Steven Curtis Chapman – Declaration - Nicole C. Mullen – Talk About It - Michael W. Smith – Worship                                                                      |                          |
| 2003 | Jars of Clay          | Vereinigte Staaten | The Eleventh Hour                   | - Paul Colman Trio – New Map of the World - New Song – The Christmas Shoes - Kathy Troccoli – The Heart of Me - True Vibe – See the Light                                                    |                          |
| 2004 | Michael W. Smith      | Vereinigte Staaten | Worship Again                       | - Jars of Clay – Furthermore: From the Studio, From the Stage - Newsboys – Adoration: The Worship Album - Stacie Orrico – Stacie Orrico - Third Day – Offerings II: All I Have to Give       |                          |
| 2005 | Steven Curtis Chapman | Vereinigte Staaten | All Things New                      | - Avalon – The Creed - Jars of Clay – Who We Are Instead - Nicole C. Mullen – Everyday People - Rain Song – Rising Son                                                                       |                          |
| 2006 | Casting Crowns        | Vereinigte Staaten | Lifesong                            | - Steven Curtis Chapman – All I Really Want for Christmas - Jars of Clay – Redemption Songs - Out of Eden – Hymns - Michael W. Smith – Healing Rain - Third Day – Live Wire                  |                          |
| 2007 | Third Day             | Vereinigte Staaten | Wherever You Are                    | - Leeland – Sound of Melodies - MercyMe – Coming Up to Breathe - Chris Tomlin – See the Morning - Ayiesha Woods – Introducing Ayiesha Woods                                                  |                          |
| 2008 | Israel & New Breed    | Vereinigte Staaten | A Deeper Level                      | - Casting Crowns – The Altar and the Door - Mandisa – True Beauty - Michael W. Smith – Stand - TobyMac – Portable Sounds                                                                     |                          |
| 2009 | CeCe Winans           | Vereinigte Staaten | Thy Kingdom Come                    | - Steven Curtis Chapman – This Moment - Brandon Heath – What If We - Leeland – Opposite Way - Chris Tomlin – Hello Love                                                                      |                          |
| 2010 | Israel Houghton       | Vereinigte Staaten | The Power of One                    | - Jeremy Camp – Speaking Louder Than Before - Jars Of Clay – The Long Fall Back to Earth - Leeland – Love Is on the Move - Mandisa – Freedom                                                 |                          |
| 2011 | Israel Houghton       | Vereinigte Staaten | Love God. Love People.              | - Steven Curtis Chapman – Beauty Will Rise - Sanctus Real – Pieces of a Real Heart - Ricky Skaggs – Mosaic - TobyMac – Tonight                                                               |                          |